# Vittaria isoetifolia
Vittaria isoetifolia är en kantbräkenväxtart som beskrevs av Jean Baptiste Bory de Saint-Vincent. Vittaria isoetifolia ingår i släktet Vittaria och familjen Pteridaceae. Inga underarter finns listade.